# Tillandsia dodsonii
Tillandsia dodsonii es una especie de planta epífita dentro del género  Tillandsia, perteneciente a la  familia de las bromeliáceas.  Es originaria de Ecuador donde se distribuye por la Provincia de Pichincha.

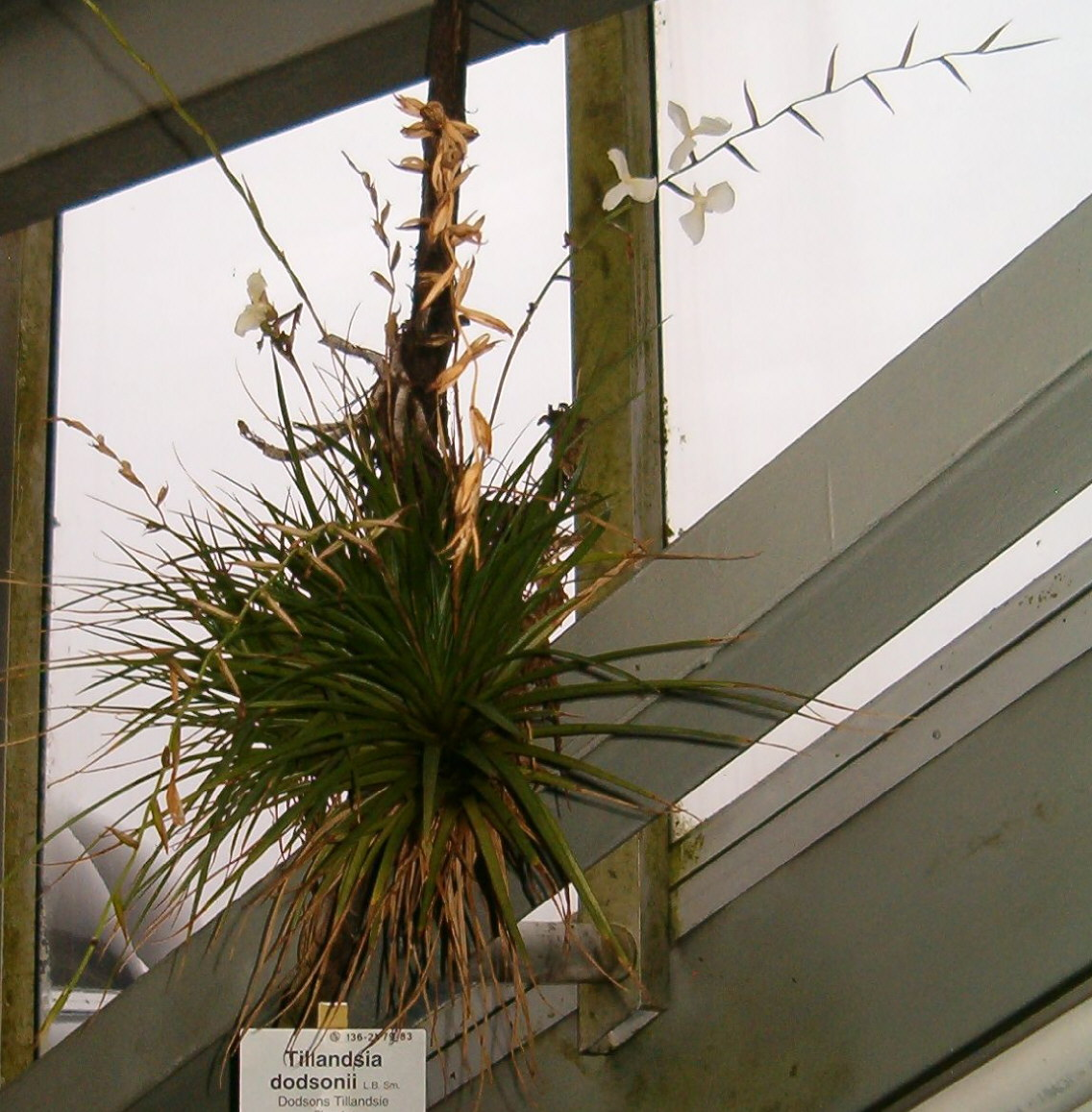
Vista de la planta

## Taxonomía
Tillandsia dodsonii fue descrita por Lyman Bradford Smith y publicado en Phytologia 28: 32, t. 2, f., f, g. 1974.
Etimología
Tillandsia: nombre genérico que fue nombrado por Carlos Linneo en 1738 en honor al médico y botánico finlandés Dr. Elias Tillandz (originalmente Tillander) (1640-1693).
dodsonii: epíteto otorgado en honor del botánico Calaway H. Dodson. 